# Добровольческая антикоммунистическая милиция (Словения)
Добровольческая антикоммунистическая милиция (словен. Prostovoljna protikomunistična milica, итал. Milizia volontaria anticomunista — MVAC/МВАК), в обиходе получила название «сельской стражи» или «белой гвардии» (словен. Bela garda) — словенские территориальные вооружённые формирования, действовавшие в аннексированной Италией части Словении — Люблянской провинции, помогавшие итальянским оккупационным силам в борьбе с партизанскими и диверсионными группами, руководимыми КПС. Сформирована с помощью словенских клерофашистcких, клерикальных и либеральных контрреволюционных кругов летом 1942 года как отделение одноимённой итальянской организации. Формирования МВАК обычно возглавлялись словенцами-офицерами бывшей югославской армии. К середине 1943 года словенская МВАК насчитывала примерно 6000 человек.

## Предшественники
Предшественниками Добровольческой антикоммунистической милиции были так называемые «сельские сотни» или «сельская стража» (словен. vaške straže) — военизированные части, состоявшие из крестьян, которые охраняли имущество и жизнь местных в случае нападения партизанских отрядов. Поводом к их созданию стал тот факт, что в случае ночных нападений партизан итальянские войска часто не поднимались по тревоге и не отправлялись на защиту деревень от партизан, несмотря на отдельные заявления. Инициаторами создания таких деревенских отрядов были убеждённые противники коммунистов — богатые крестьяне, градоначальники, предприниматели (буржуа), а также представители католического духовенства.
Летом 1942 года стали образовываться первые отряды деревенской самообороны: 17 июля 1942 года первый такой отряд появился в деревне Шентйошт-над-Хорьюлом. Личный состав был плохо обучен и плохо вооружён, а отряды ограничивались защитой своих деревень, не переходя в наступление, и при боях против партизан нередко попросту не оказывали сопротивления. Основную идеологическую поддержку «деревенской страже» оказывала Словенская народная партия, лидером которой был последний бан Дравской бановины Марко Натлачен, и Римско-католическая церковь. Сами же итальянцы относились к отрядам с большим недоверием.

## Образование
Инициатором создания единой Добровольческой антикоммунистической милиции стал генерал Марио Роботти, командующий 11-м армейским корпусом Королевской итальянской армии. До этого организации с точно таким же названием образовывались в разных частях Югославии в зонах итальянской оккупации. Коммунисты, а позже все деятели Освободительного фронта назвали милицию «Белой гвардией» по аналогии с российской Белой армией. На случай краха стран блока «оси» Добровольческая антикоммунистическая милиция намеревалась выступить против коммунистов, формально поддержав западных союзников.
Поскольку в одиночку итальянцы не могли и не хотели бороться против партизан, 6 августа 1942 года всю деревенскую стражу объединили в MVAC (Milizia volontaria anticomunista, итальянское название милиции). Бойцам милиции выдали устаревшие образцы оружия. Контакты с оккупационными властями Италии установили как словенские политики, так и римско-католическое духовенство. Так, Ламберт Эрлих, один из лидеров Католического действия в Словении, 1 апреля 1942 года отправил итальянской военной администрации меморандум с предложением создания автономной службы безопасности в виде некоей академической организации, а также создания отрядов городской охраны и всеобщей службы деревенской безопасности.
В сентябре 1943 года после капитуляции Италии значительная часть сторонников MVAC ушла в Туряк и заперлась в городском замке, где намеревалась отсиживаться вплоть до высадки союзников. Однако партизаны обстреляли Туряк, используя трофейное вооружение: 19 сентября 1943 года замок был взят, а большая часть милиции уничтожена. Всего во время войны погибло 813 бойцов милиции, из них 414 во время осады замка Туряк и после его взятия (арестованы и казнены партизанами за сотрудничество с итальянскими оккупантами). Немногочисленные остатки примкнули к Словенскому домобранству и либо погибли, либо были казнены после войны, либо получили тюремные сроки.
С ноября 2005 по октябрь 2009 годов в Словении действовала специальная комиссия по расследованию преступлений словенских коллаборационистов (в т.ч. Добровольческой антикоммунистической милиции), рассекретив архивы и документы о преступлениях к октябрю 2009 года.

## Структура
Добровольческая антикоммунистическая милиция была организована по территориальному принципу: одна рота несла службу на одной заставке. Единственной крупной мобильной единицей был полк «Легион смерти» из трёх батальонов, который фактически был центром связи: сами же отряды милиции подчинялись итальянскому командованию. Взводы меньшего размера были отнесены к батальонам ардити: в такие взводы входили добровольцы, которые являлись переводчиками и проводниками при батальонах. Численность отрядов на июль 1943 года составляла 6134 человека: 5064 человека на 107 заставах, 953 в Легионе смерти и 117 в батальонах ардити.